# Kuroshima (Taketomi)
Kuroshima (japanisch 黒島; yaeyama: Fishīma / okinawisch: Kurushima, dt. „schwarze Insel“), auch als Kuro bekannt, ist eine Insel der Gemeinde Taketomi, Okinawa. Der japanische Name wird auf der drittletzten Silbe betont.
Kuroshima gehört zur Gruppe der Yaeyama-Inseln. Sie liegt zwischen den Inseln Iriomote-jima und Ishigaki-jima in der Sekisei-Lagune, dem größten Korallenriff Japans, und ist Teil des 1972 ausgewiesenen Iriomote-Ishigaki-Nationalparks. Aus der Luft gleicht die Insel einem Herz und ist deswegen auch unter dem Namen Herz-Insel bekannt. Da auf der Insel mehr Kühe als Menschen leben, wird sie manchmal auch unter dem Namen „Insel der Kühe“ vermarktet.
Auf dem 10,02 km² großen Eiland leben (1. Januar 2015) 209 Einwohner in 120 Haushalten. Von wirtschaftlicher Bedeutung sind Viehzucht und der Tourismus. Die Insel ist relativ flach, ihre höchste Erhebung beträgt 15 m.

## Sehenswürdigkeiten
Kuroshima hat verschiedene Sehenswürdigkeiten zu bieten:
- An der Südspitze erhebt sich ein Leuchtturm.
- Im Besucherzentrum (Visitors’ Center) unweit der Westküste ist eine Ausstellung historischer Fotos, ausgestopfter Tiere, landwirtschaftlicher Geräte und anderer Gegenstände besuchenswert.
- Das interessanteste Bauwerk der Insel ist der Puzumari genannte Turm unweit des Besucherzentrums. Er wurde zur Zeit des Ryukyu-Königreiches aus schwarzem Korallengestein erbaut und diente der Beobachtung des Schiffsverkehrs von und zur Nachbarinsel Ishigaki. Damals war seine Spitze der höchste Punkt der gesamten Insel. Von ihm wurden mit Leuchtfeuern und Rauchzeichen Nachrichten nach Ishigaki übermittelt. Ähnliche Türme aus dunklem Korallengestein finden sich auch auf anderen Inseln der Yaeyama-Gruppe, z. B. der Kodomori genannte Turm auf Hateruma aus dem 17. Jahrhundert.[2]
- Die Westküste Kuroshimas, Nakamoto Kaigan, lohnt ebenfalls einen Besuch. Hier sind eindrucksvolle, vom Meer ausgewaschene Steinformationen aus Korallen sowie ein kleiner Shintoschrein zu sehen.
- In der Mitte der Insel erhebt sich unweit der Schule ein weiterer, allerdings jüngerer Turm, der einen weiten Rundblick über die gesamte Insel bietet.
- Weitere Ruinen aus dunklem Korallengestein finden sich, teilweise dicht mit verschiedenen Pflanzen überwuchert, weit verstreut über die gesamte Insel verteilt.
- In dem einzigen Dorf der Insel sind verschiedene Häuser im traditionellen Baustil der Ryukyu-Inseln mit einem Walmdach erhalten. Sie sind teilweise noch mit einer Mauer aus scharfkantigem, dunklem Korallengestein umgeben.

## Infrastruktur
Kuroshima ist mehrmals täglich mit der Fähre vom benachbarten Ishigaki aus zu erreichen. An dem kleinen Hafen im Norden der Insel ist ein Fahrradverleih, doch sind alle interessanten Stellen der Insel auch gut zu Fuß zu erreichen. Im einzigen Dorf gibt es mehrere kleine Gästehäuser (minshuku), ein Geschäft zur Deckung des täglichen Bedarfs sowie ein Postamt, das auch als Sparkasse dient.

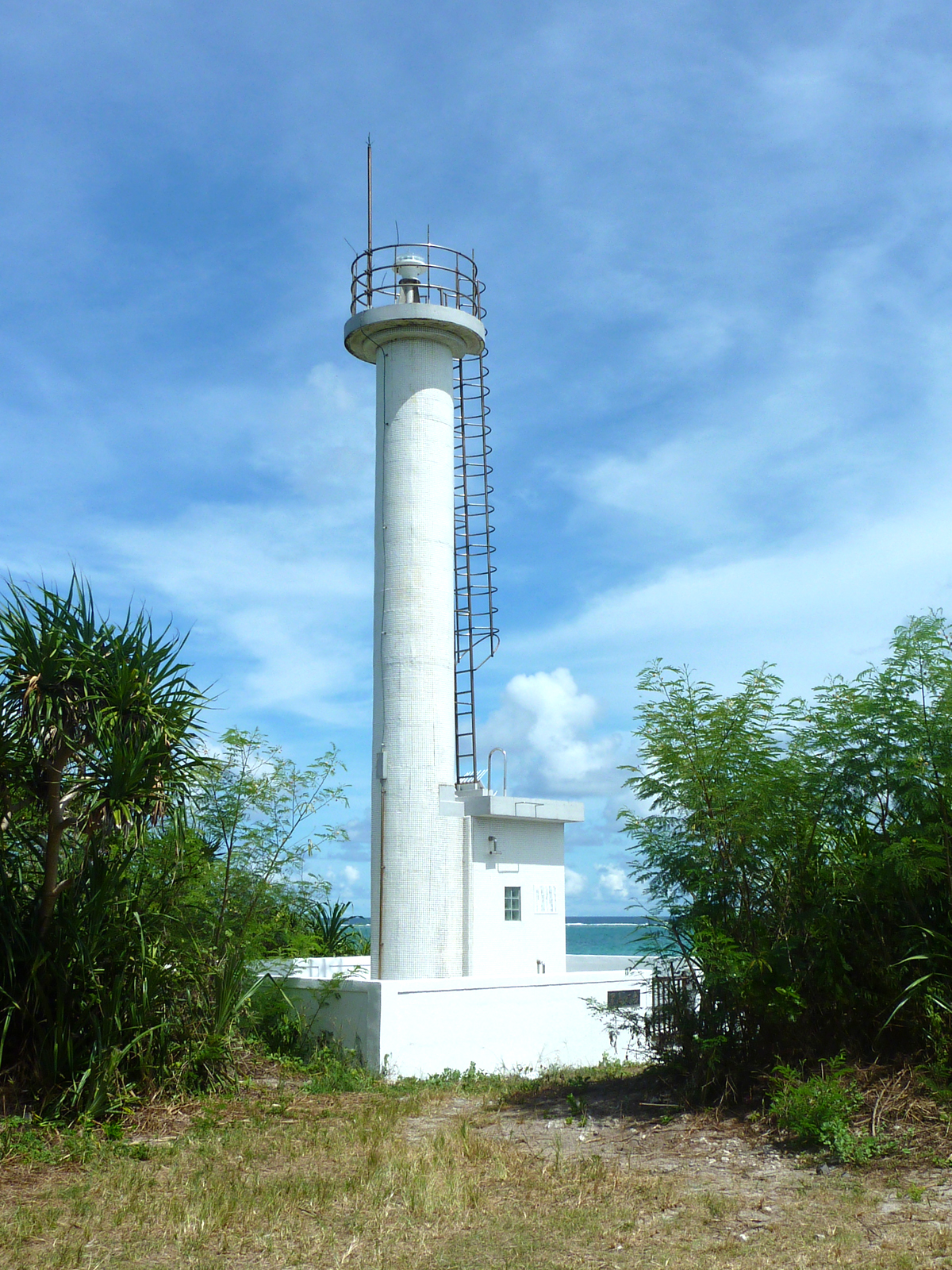
Leuchtturm von Kuroshima
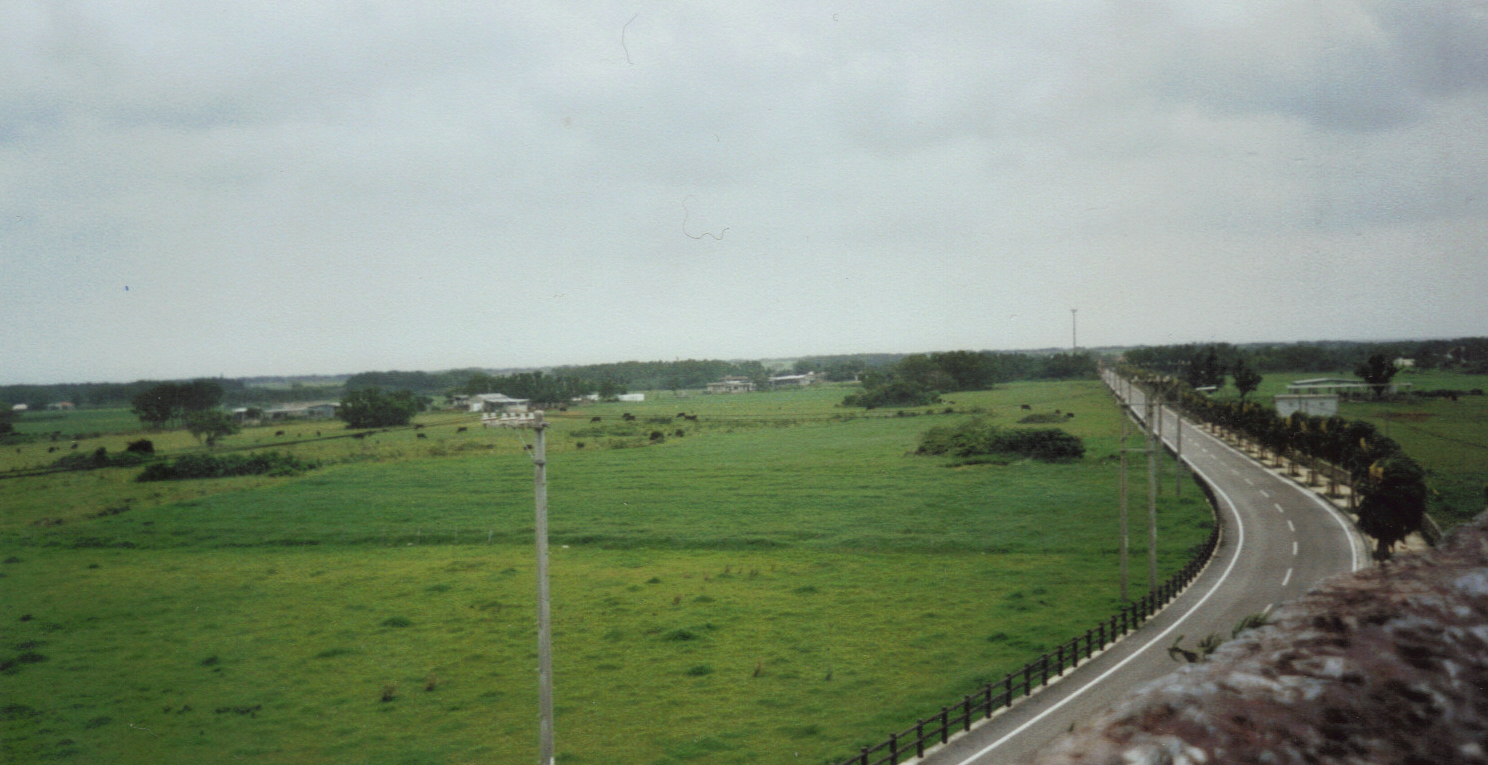
Typische Landschaft auf Kuroshima
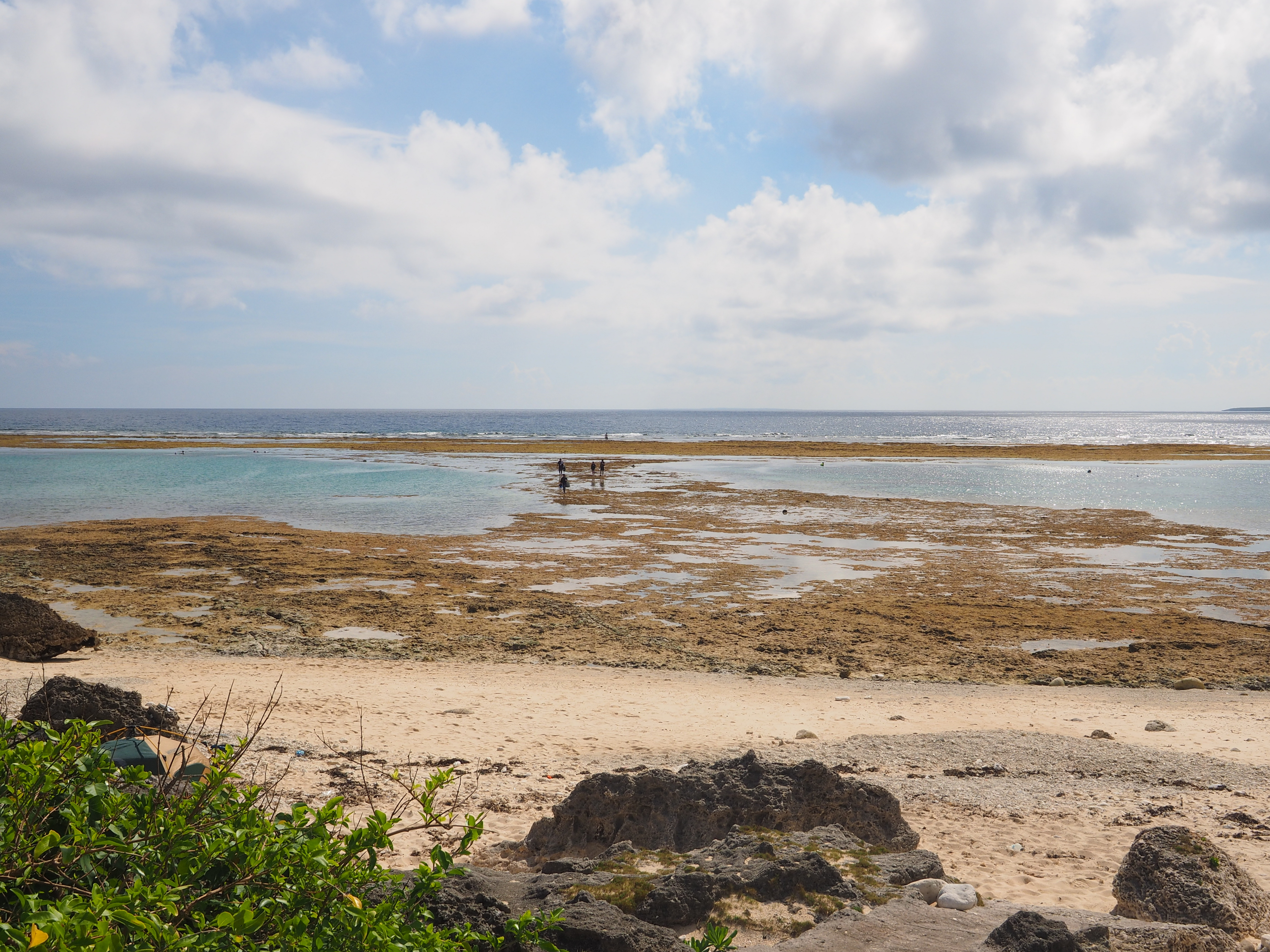
Westküste Nakamoto Kaigan
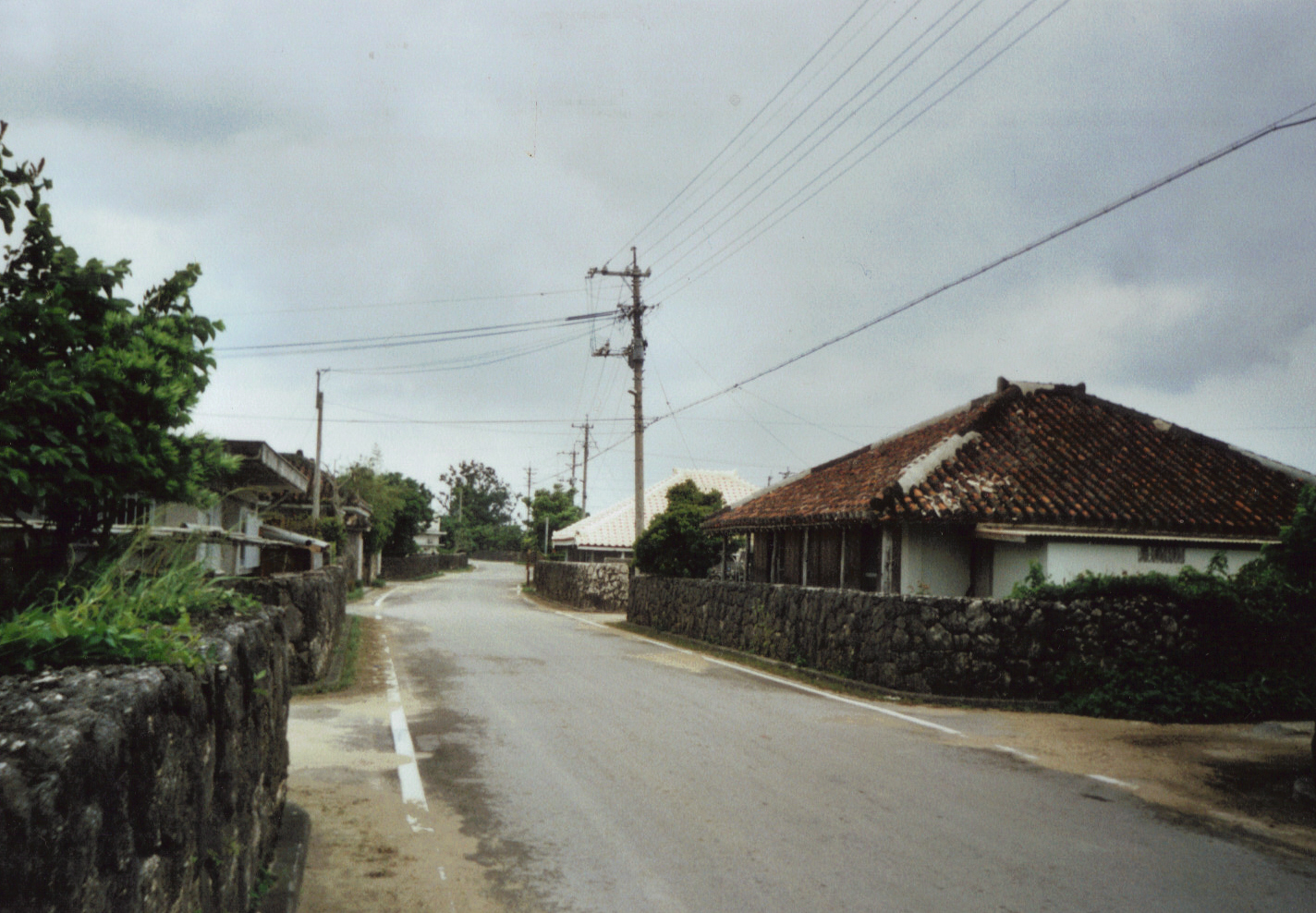
Traditionelle Architektur
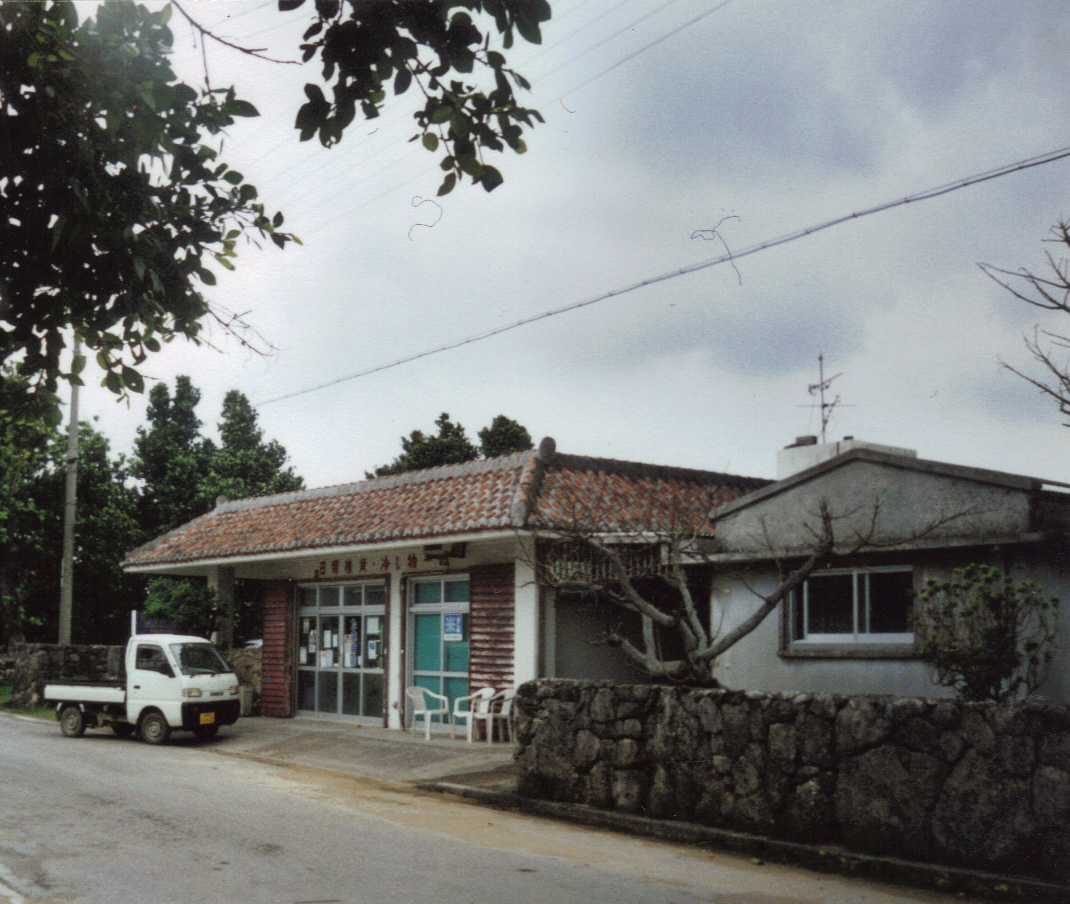
Hauptstraße des Dorfes
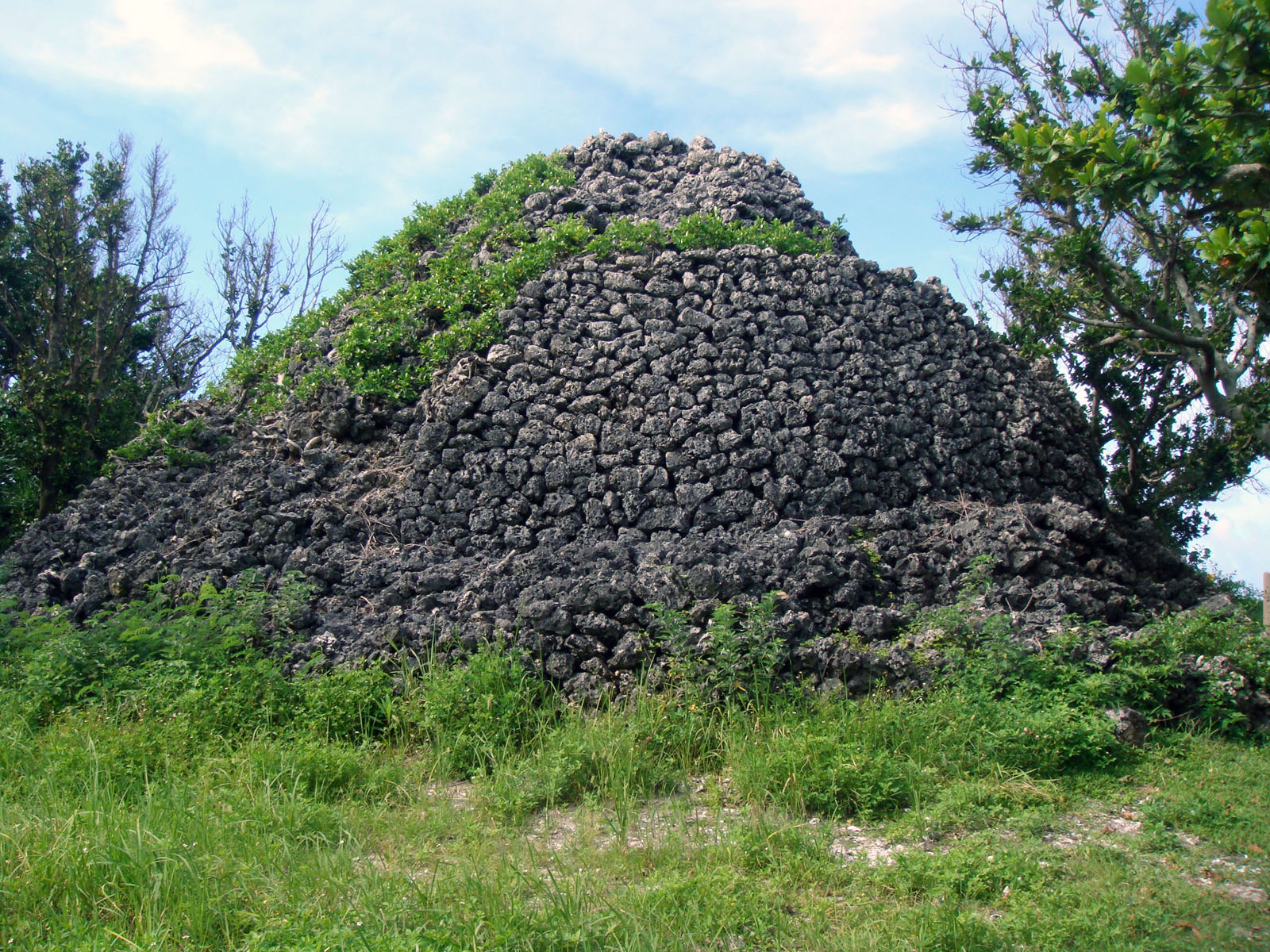
Puzumari Turm
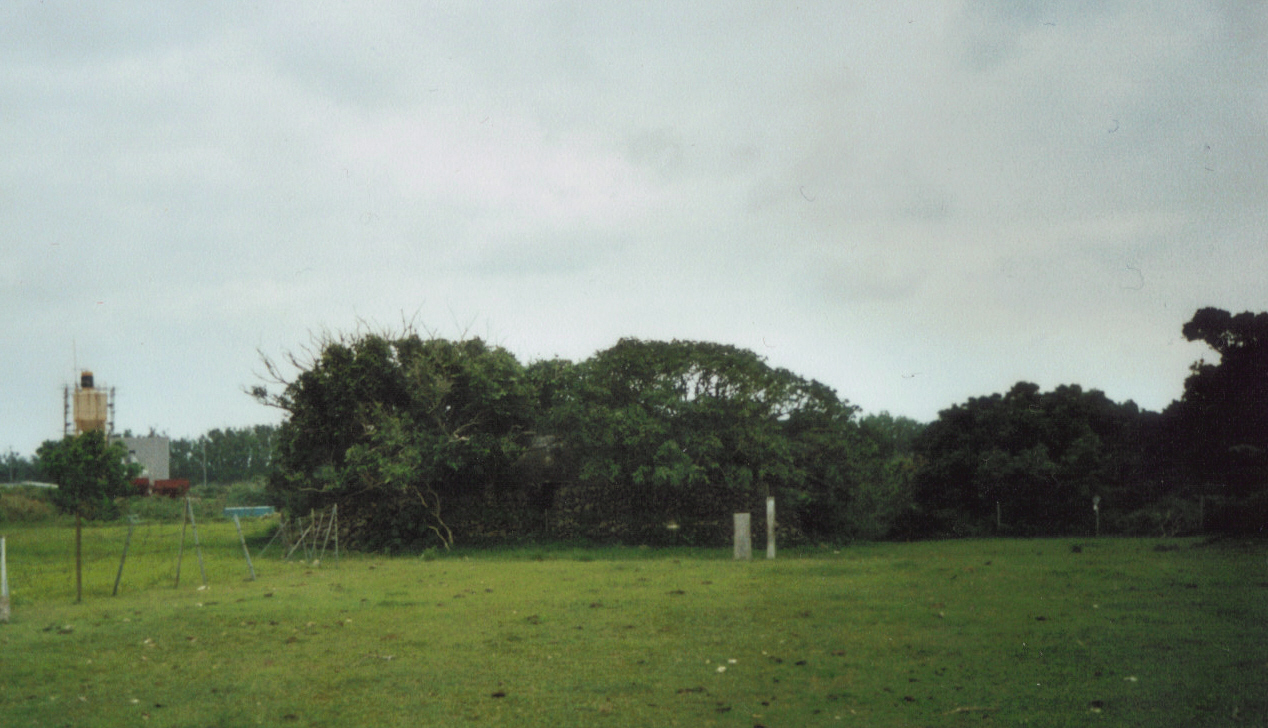
Eine der zahlreichen Ruinen
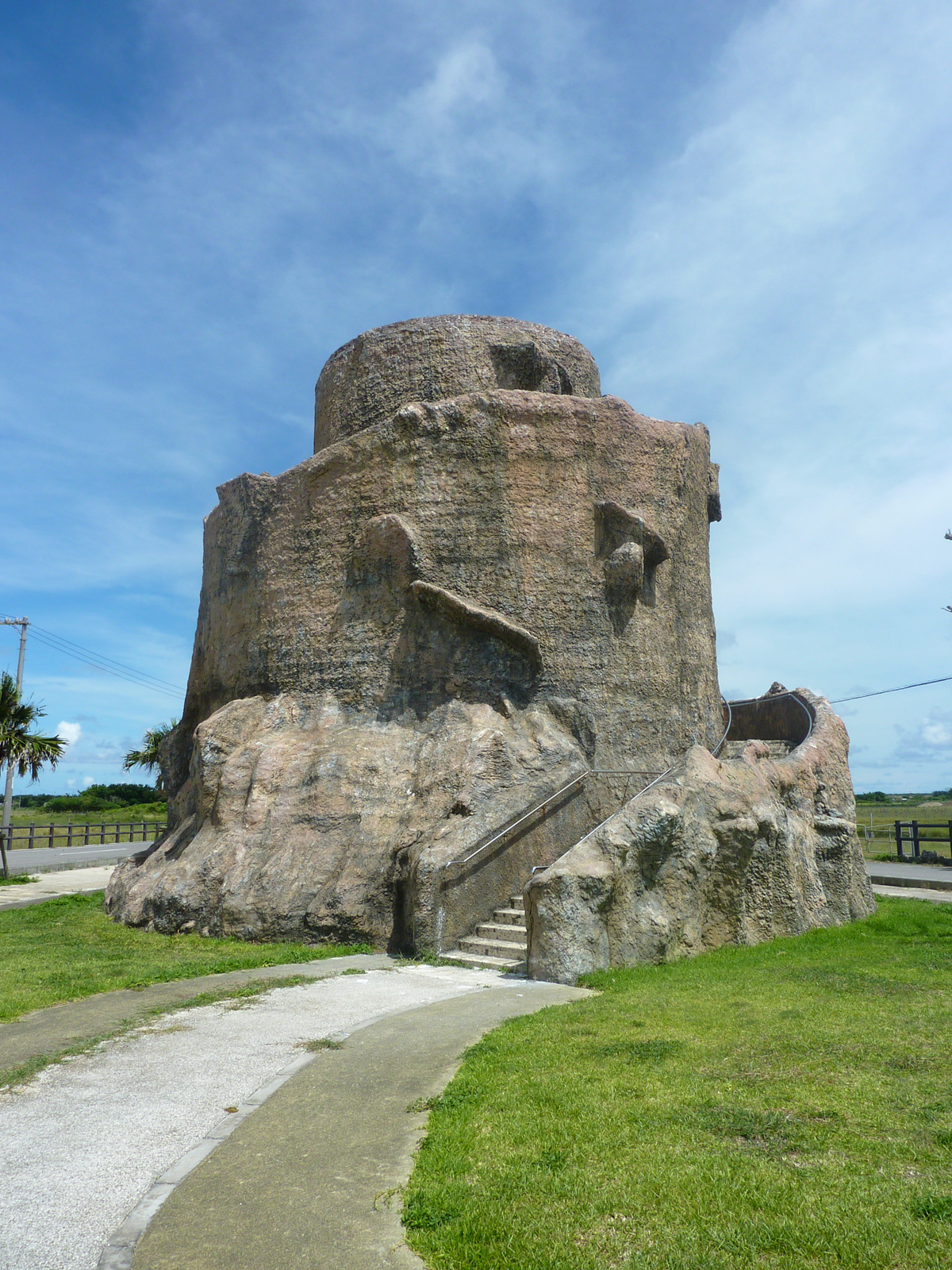
Turm in der Inselmitte